# Isabella (bande dessinée)
Pour les articles homonymes, voir Isabella.
Ne doit pas être confondu avec Isabelle (bande dessinée).
Isabella (ou Isabella, la duchesse du diable) est une série en bande dessinée italienne (ou fumetti) publiée entre 1966 et 1976 en Italie. Scénarisée par Giorgio Cavedon et dessinée par Sandro Angiolini, elle fut publiée en France par Elvifrance entre 1970 et 1978. 
La série est inspirée de la série Angélique, marquise des anges, tandis que les traits de l'héroïne ressemblent un peu à ceux de Brigitte Bardot.

## Histoire
Isabella de Frissac est une jeune noble française dépossédée, à la suite du meurtre de ses parents par le baron Von Nütter. Elle apprend à se battre pour venger ses parents, puis devient agent secret au service du Cardinal de Richelieu. Ses aventures sont fortement teintées d'érotisme, de manière assez légère au début de la série puis de plus en plus marquée par la suite. Isabella fut la première héroïne de BD italienne à apparaître complètement nue. La série fait une place à l'homosexualité ou au sadomasochisme. Dans le huitième épisode, Les Flammes de l'inquisition, elle est violée par un ours.
Outre Isabella, les personnages principaux de la série sont Gilbert, principal amant de l'héroïne et le baron Von Nütter, méchant récurrent. La BD met également en scène des personnages historiques comme Louis XIII, Richelieu ou Philippe II d'Espagne.

## Adaptations
En 1969, la BD fut adaptée dans un film italien, Isabelle, duchesse du diable par Bruno Corbucci avec Brigitte Skay dans le rôle-titre. C'est d'ailleurs la seule adaptation filmique d'une bande dessinée d'Elvifrance.